# تروریسم (فیلم ۲۰۱۰)
«تروریسم» (انگلیسی: Terrorist (2010 film)) یک فیلم است.